# Rosetta Smith
Rosetta Smith, född 1770, död 1825, var en brittisk slavhandlare på Trinidad. 
Hon är mest historiskt känd som den inflytelserika älskarinnan till Thomas Picton, som var Storbritanniens guvernör på Trinidad 1797–1802. Picton var ökänd för sitt styre och blev slutligen avsatt, och under hans tid som guvernör skylldes hans politiska misstag ofta på hans förhållande med Smith, som påstods vara skuld till dem. Smiths bakgrund är diffus, men hon ska ha varit en fri färgad med fransk bakgrund, och livnärde sig på att jaga förrymda slavar, samt köpa och sälja slavar. 